# Polinomi irreductible
En teoria d'anells, un polinomi no constant (i per tant no nul) {\displaystyle p} amb coeficients en un domini íntegre {\displaystyle R} (és a dir, {\displaystyle p\in R[x]}) és irreductible si no pot factoritzar-se com producte de polinomis de manera que tots ells tinguen graus menor que {\displaystyle deg(p)}. En altres paraules, si {\displaystyle p=r\cdot q} llavors ha de ser {\displaystyle r\in R} o {\displaystyle q\in R} (és a dir, algun d'ells ha de ser un polinomi constant).
Això és un cas particular d'element irreductible en un domini íntegre.
El domini íntegre R pot, entre d'altres, ser el conjunt {\displaystyle \mathbb {R} } dels nombres reals (que és domini íntegre per ésser cos), el conjunt {\displaystyle \mathbb {C} } dels nombres complexos (també cos), el conjunt {\displaystyle \mathbb {Q} } dels nombres racionals (cos també) o el conjunt {\displaystyle \mathbb {Z} } dels nombres enters (que no és cos però si domini íntegre).

## Exemples
Els cinc polinomis següents demostren algunes característiques elementals dels polinomis reduïbles i irreduïbles: 
{\displaystyle p_{1}(x)=x^{2}+4x+4\,=(x+2)(x+2)},
{\displaystyle p_{2}(x)=x^{2}-4\,=(x-2)(x+2)},
{\displaystyle p_{3}(x)=x^{2}-4/9\,=(x-2/3)(x+2/3)},
{\displaystyle p_{4}(x)=x^{2}-2\,=(x-{\sqrt {2}})(x+{\sqrt {2}})},
{\displaystyle p_{5}(x)=x^{2}+1\,=(x-i)(x+i)}.
Sobre l'anell {\displaystyle \mathbb {Z} } de nombres enters, els primers dos polinomis són reductibles, però els tres últims són irreductibles (el tercer no té coeficients del nombre sencer).
Sobre el cos {\displaystyle \mathbb {Q} } de nombres racionals, els primers tres polinomis són reductibles, però els altres dos són irreductibles.
Sobre el cos {\displaystyle \mathbb {R} } de nombres reals, els primers quatre polinomis són reductibles, però el cinquè segueix sent irreductible.
Sobre el cos {\displaystyle \mathbb {C} } de nombres complexos, els cinc polinomis són reductibles.
De fet en {\displaystyle \mathbb {C} }, cada polinomi no-constant se pot descompondre en factors lineals
{\displaystyle p(z)=a_{n}(z-z_{1})(z-z_{2})\cdots (z-z_{n})}
on {\displaystyle a_{n}} és el coeficient principal del polinomi i {\displaystyle z_{1},\ldots ,z_{n}} són els zeros de {\displaystyle p(x)}. Per tant, tots els polinomis irreductibles són de grau 1. En el cas del cos {\displaystyle \mathbb {R} }, tampoc poden ser reductibles aquells polinomis de grau 2 amb discriminant negatiu, ja que a pesar de ser factoritzat per polinomis de menor grau que aquest, i major o igual a 0, no tenen els seus coeficients dins del cos dels reals. Aquest és el teorema fonamental de l'àlgebra.

Un polinomi irreductible és polinomi primitiu si i només si
{\displaystyle x^{{p^{m-1}} \over {ri}}\not \equiv 1{\bmod {f}}(x)}
p és primer
i x és un element d'ordre {\displaystyle p^{m}\in \mathbb {Z} _{p}[x]/f(x)}
Per a provar si un polinomi és irreductible es poden aplicar diversos criteris, entre els quals es troben el criteri d'Eisenstein o el criteri de reducció.